# Marmorosphax montana
Marmorosphax montana là một loài thằn lằn trong họ Scincidae. Loài này được Sadlier & Bauer mô tả khoa học đầu tiên năm 2000.

## Hình ảnh